# Fan Xian Chengguanzhen (häradshuvudort i Kina, Henan Sheng, lat 35,86, long 115,50)
Fan Xian Chengguanzhen (kinesiska: 范县城关镇, 范县) är en häradshuvudort i Kina. Den ligger i provinsen Henan, i den centrala delen av landet, omkring 210 kilometer nordost om provinshuvudstaden Zhengzhou. Antalet invånare är 469 874. Befolkningen består av 235 833 kvinnor och 234 041 män. Barn under 15 år utgör 24,0 %, vuxna 15-64 år 68 %, och äldre över 65 år 7,0 %.
Runt Fan Xian Chengguanzhen är det tätbefolkat, med 982 invånare per kvadratkilometer. Det finns inga andra samhällen i närheten. Trakten runt Fan Xian Chengguanzhen består till största delen av jordbruksmark.
Genomsnittlig årsnederbörd är 670 millimeter. Den regnigaste månaden är juli, med i genomsnitt 208 mm nederbörd, och den torraste är januari, med 4 mm nederbörd.